# De kleine Odessa
De kleine Odessa is een fantasieboek voor kinderen door Peter Van Olmen. Het gaat over het meisje Odessa dat haar vader niet kent en van haar moeder niet buiten mag. Tijdens een van haar nachtelijke tochten over de daken vindt ze een boek dat vreemd oplicht, wordt ze achternagezeten door vreemde wezens (snuffelaars) en wordt haar moeder ontvoerd. Ze trekt met Lodewijck Aquila (afgekort Lode A.), een sigaarrokende kanarie, naar Scribopolis om haar vader en moeder te zoeken. Tijdens haar zoektocht ontmoet ze schrijvers zoals Shakespeare, Dostojevski en Kafka en personages zoals de Muzen, Hamlet, Orpheus en Pegasus.
Peter Van OImen liet zich voor het boek inspireren door de Duitse Cornelia Funke, In de Ban van de Ring (Gnorks, mijnen, Ergolas) en Arthur en het zwaard in de steen (de magische pen in de steen).
De kleine Odessa is het eerste deel in een vierdelige reeks.
Het tweede deel De kleine Odessa - Het geheim van Lode A. verscheen in februari 2013 bij Lannoo. Het derde en het vierde deel De kleine Odessa - De val van Scribopolis - boek 1 en De kleine Odessa - De val van Scribopolis - boek 2, verschenen bij Van Halewijck in respectievelijk 2017 en 2018.

## Receptie
De rechten voor de Duitse vertaling werden voor het verschijnen van het boek gekocht door het Cecilie Dressler Verlag uit Hamburg.
Op 20 september 2009 was De kleine Odessa tip van de week op Kinderboekenblog.
Op 7 november 2009 won de auteur met zijn manuscript een premie van 1250 euro in de categorie ‘ongepubliceerd werk’ en de bronzen ereplaket van de Provincie West-Vlaanderen.
Sommige recensenten en lezers vergelijken de tocht door de literatuur in De kleine Odessa met de tocht door de filosofie in Jostein Gaarders De wereld van Sofie.
Vanessa Joosen, die Peter Van Olmen interviewde tijdens de boekvoorstelling in september 2009, vindt dat het boek ook aan  Philip Pullman doet denken.

## Prijzen en nominaties
- Boekenwelp 2010.[17][18]
- Shortlist Gouden Uil Jeugdliteratuurprijs 2010.[19][20]
- Genomineerd voor de Hotze de Roosprijs 2010.[21][22]
- Premie in de categorie 'ongepubliceerd werk' van de vierjaarlijkse Prijs voor Letterkunde van de Provincie West-Vlaanderen 2009.[8][9][10][11][13]
- Tweede prijs voor de Kinder- en jeugdjury Vlaanderen (KJV) in de leeftijdscategorie 12-14 jaar.[23]

## Vertalingen
- Duits. In augustus 2010 verscheen De kleine Odessa bij Cecilie Dressler Verlag onder de titel Odessa und die geheime Welt der Bücher.
- Koreaans. De rechten voor Zuid-Korea werden na een veiling verkocht aan Books21 Publishers.
- Spaans. De wereldwijde rechten voor de Spaanse vertaling zijn verkocht aan Ediciones Siruela S.A., die het boek in de pers omschreef als una joya (een juweel).[24]
- Catalaans. De Catalaanse vertaalrechten voor De kleine Odessa zijn verkocht aan uitgeverij La Galera uit Barcelona. De Catalaanse en de Spaanse versie van De kleine Odessa verschenen samen in februari 2012.
- Pools. De Poolse vertaalrechten zijn verkocht aan Egmont Polska.